# Ralph Kirkpatrick
Ralph Kirkpatrick (Leominster, Massachusetts, 10 juni 1911 – Guilford, Connecticut, 13 april 1984) was een Amerikaans klavecinist en musicoloog.
Kirkpatrick studeerde aan Harvard University en bij Wanda Landowska, Nadia Boulanger, Arnold Dolmetsch en Günther Ramin. Hij doceerde vanaf 1940 aan Yale University en werd er in 1956 tot hoogleraar benoemd.
Hij werd voornamelijk bekend door zijn boek over Domenico Scarlatti (1953) en doordat hij in 1972 een uitgave van alle werken van Scarlatti verzorgde.
De werken van Scarlatti zijn behalve door Alessandro Longo ook door Kirkpatrick geordend en genummerd, en worden ook aangeduid met de Kk.-nummering, die nu als standaard geldt.
Kirkpatrick nam een aantal werken van onder anderen Johann Sebastian Bach (op Archive Recordings) op klavecimbel op. Hij vervaardigde ook een editie van de Goldbergvariaties van Bach (1938, door Schirmer New York uitgegeven onder nummer 37149). Hierin bespreekt hij uitvoerig de ornamentatie, vingerzetting, frasering, tempo, dynamiek en algehele interpretatie. Ook was hij autorisator van het boek Interpreting Bachs Well-Tempered Clavier: A Performer's Discourse.
Kirkpatrick speelde ook moderne componisten, waaronder Quincy Porters Concert voor klavecimbel en orkest, Darius Milhauds Sonate voor viool en klavecimbel en het Dubbelconcert voor klavecimbel, piano en orkest van Elliott Carter, dat aan hem werd opgedragen.
Als uitvoerend musicus werd hij vooral bekend door zijn opnamen van Bach en Scarlatti. Ook maakte hij opnamen op het klavichord en op de fortepiano (onder meer werk van Wolfgang Amadeus Mozart).
- Bibsys: 90388017
- Biblioteca Nacional de España: XX987727
- Bibliothèque nationale de France: cb126163379 (data)
- CiNii: DA02757124
- Gemeinsame Normdatei: 118800639
- International Standard Name Identifier: 0000 0001 1029 3167
- Library of Congress Control Number: n81074640
- Nationale Bibliotheek van Letland: 000301264
- MusicBrainz: 957f3222-063c-4057-878d-b968f06b7623
- Bibliotheek van het Japanse parlement: 00445771
- Nationale Bibliotheek van Tsjechië: pna2009505005
- Nationale bibliotheek van Australië: 35273500
- Nationale Bibliotheek van Israël: 987007277286205171
- Nederlandse Thesaurus van Auteursnamen: 071367306
- Réseau des bibliothèques de Suisse occidentale: 02-A003456155
- Istituto Centrale per il Catalogo Unico: CFIV028868
- SNAC: w6f50t49
- Système universitaire de documentation: 056539215
- Trove: 892368
- Virtual International Authority File: 72190568
- WorldCat: E39PBJcWyFRxVmvTcfMvKpFqcP